# لويس لوبليه
لويس لوبليه (7 أبريل 1883 - 6 أبريل 1936) كان صاحب ملهى ليلي فرنسي هو لو جيرنيز. 
اكتشف المغنية وكاتبة الأغاني والممثلة إديت بياف، التي كانت تغني في أحد شوارع باريس عام 1935.  وقدمها لتكون نجمة الملهى الليلي الباريسي الشهير لو جيرنيز ومنحها لقب "La Môme Piaf" (العصفور الصغير).
قُتل لوبليه في شقته في باريس  في 6 أبريل 1936. واستجوبت الشرطة بياف ضمن آخرين، قبل تبرئتها من ارتكاب أي جريمة. ولم يتم حل تلك القضية أبدًا، وكانت هناك تكهنات ونظريات حول تورط عصابة جريمة منظمة في وفاة لوبليه.

## في الثقافة الشعبية
قام جيرار ديبارديو بتجسيد شخصيته في فيلم La Môme لعام 2007، المعروف أيضًا باسم الحياة الوردية . 

## روابط خارجية
- موقع العصفور الصغير على الانترنت